# 羅展鵬
羅展鵬（英語：Lo Chan Peng；1983年—），台灣畫家，生於台灣嘉義。中國文化大學美術系藝術學學士、國立台灣師範大學美研所藝術學碩士。主要創作油畫、水墨、複合媒材。曾擔任私立玄奘大學助理教授。

## 外部連結
- 羅展鵬的Facebook專頁
- 羅展鵬的Instagram帳戶